# باول هارفي
باول هارفي (بالإنجليزية: Paul Harvey)‏ (28 أغسطس 1968 - ) هو لاعب كرة قدم بريطاني في مركز الوسط. لعب مع ريث روفرز وكوين أوف ساوث ومانشستر يونايتد ونادي دمبرتون ونادي ليفينغستون لكرة القدم ونادي كلايدبانك ‏.

## وصلات خارجية
- باول هارفي على موقع قاعدة بيانات كرة القدم.إي يو (الإنجليزية)